# 滨海库德维尔
滨海库德维尔（法語：Coudeville-sur-Mer，法語發音：[kudvil syʁ mɛʁ]）是法国芒什省的一个市镇，属于库唐斯区。

## 地理
滨海库德维尔（48°52'52"N, 1°31'37"W）面积8.7 平方千米，位于法国诺曼底大区芒什省，该省份为法国西北部沿海省份，西、北、东北三面环大西洋，东起顺时针与卡爾瓦多斯省、奧恩省、马耶讷省和伊勒-维莱讷省接壤。
与滨海库德维尔接壤的市镇（或旧市镇、城区）包括：布雷阿勒、博斯河畔昂克托维尔、滨海布雷维尔、尚特卢、于迪梅尼勒、隆格维尔、圣让德尚、圣普朗谢。

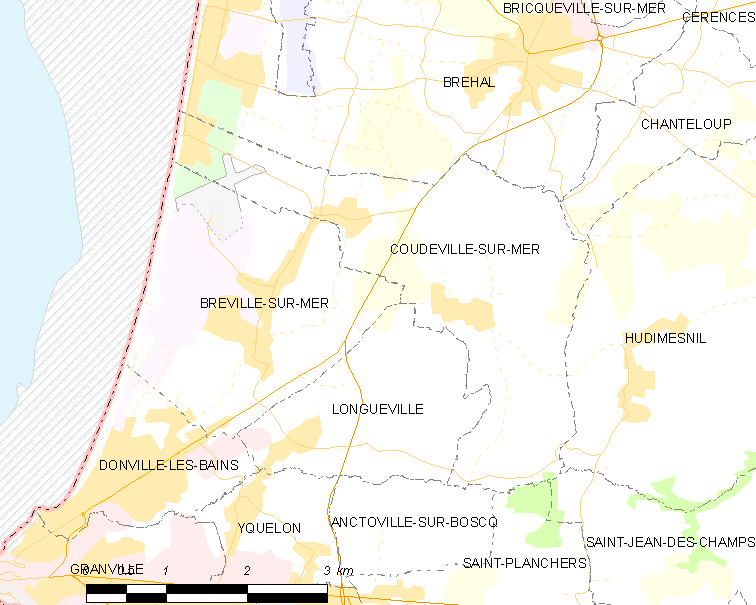
滨海库德维尔的OSM定位图

滨海库德维尔的时区为UTC+01:00、UTC+02:00（夏令时）。

## 行政
滨海库德维尔的邮政编码为50290，INSEE市镇编码为50143。

## 政治
滨海库德维尔所属的省级选区为布雷阿勒县。

## 人口

1962-2008年间滨海库德维尔人口变化图示

滨海库德维尔于2022年1月1日时的人口数量为873人。